# Footsteps (Chris de Burgh)
Footsteps is het zeventiende studioalbum van Chris de Burgh. Op dit muziekalbum verschenen twee nieuwe liedjes van deze zanger en een aantal covers. Het album verscheen in twee versies: één daarvan bevat alleen de compact disc, de andere versie (een luxe-editie) bevat een dvd met opnamen van een concert. De Britse persing heeft op track 12 Rhythm of the Rain/Crying in the Rain; de rest schoof één positie op.

## Musici

### Cd
- Chris de Burgh – zang, gitaar
- Geoff Dugmore – slagwerk
- Jerry Meehan – basgitaar
- Phil Palmer, Neil Taylor – gitaar
- Pete Gordeno – toetsinstrumenten
- Jakko Jakszyk – achtergrondzang
- Geoffrey Richardson – zijn strijkkwartet
- Hubie Davison (zoon van Chris) – gitaar op Blackbird
- Royal Philharmonic Orchestra – orkest van dienst o.l.v. Chris Cameron

### Dvd
- Chris de Burgh – zang, gitaar, piano (solo ter promotie van het album The Road to Freedom).

## Album

### Cd
1. First Steps (Chris de Burgh)
2. Turn, Turn, Turn (Pete Seeger)
3. The Long and Winding Road (John Lennon, Paul McCartney)
4. Africa (David Paich, Jeff Porcaro)
5. Without You (Peter Ham, Thomas Evans)
6. Where Have All the Flowers Gone? (Pete Seeger)
7. Sealed with a Kiss (Gary Geld)
8. Blackbird (John Lennon, Paul McCartney)
9. We Can Work It Out (John Lennon, Paul McCartney)
10. All Along the Watchtower (Bob Dylan)
11. Corrina Corrina (Bo Chatmon, J. Mayo Williams, Mitchell Parish)
12. Polly Von (Peter Yarrow, Paul Stookey, Mary Travers)
13. American Pie (Don McLean)
14. The Last Thing on My Mind (Tom Paxton)
15. Footsteps (Chris de Burgh)

### Dvd
Alle door Chris de Burgh, tenzij anders aangegeven:
1. When Winter Comes
2. The Road to Freedom
3. The Same Sun
4. Five Past Dreams
5. Natasha Dance
6. Lebanese Night
7. A Rainy Night in Paris
8. Songbird
9. St Peter's Gate
10. Medley van Living on an Island, A Night on the River, Save Me, What You Mean to Me (Burgh, Palmer), Crying and Laughing, Tender Hands
11. Snow Is Falling
12. Borderline
13. Sailing Away
14. The Words I Love You
15. The Lady in Red
16. The Journey
17. Living in the World
18. Read My Name
19. Don't Pay the Ferryman
20. High on Emotion
21. The Snows of New York (Burgh, Albert Hammond)